# Kiribati na Letních olympijských hrách 2004
Kiribati se účastnilo Letních olympijských her 2004 a zastupovali ho 3 sportovci ve 2 sportech (2 muži a 1 žena). Jednalo se o historicky první start tohoto státu na letních olympijských hrách. Vlajkonošem výpravy během zahajovacího ceremoniálu byl vzpěrač Meamea Thomas, který byl i nejmladším z týmu. V době konání her mu bylo 16 let. Nejstarší z týmu byl Kakianako Nariki, kterému bylo v době konání her 21 let. Nikomu z výpravy se během her nepodařilo získat medaili.

## Pozadí
Kiribati se o účast na letních olympijských hrách zajímalo již v 80. letech 20. století, ale Národní olympijský výbor byl založen až roku 2002 a až v roce 2003 uznán Mezinárodním olympijským výborem. V roce 2004 tedy země mohla poslat svou první výpravu na olympijské hry do Athén.
Historicky prvním vlajkonošem výpravy se stal 16letý vzpěrač Meamea Thomas. Během zahajovacího ceremoniálu byli muži oblečeni do sukně z trávy s opasky ze spletených ženských vlasů. Kaitinano Mwemweata byla oblečena do sukně z palmových listů a topu z tkané trávy. Během slavnostního ukončení her pak byla vlajkonoškou výpravy.

## Disciplíny

### Atletika
Kiribati bylo na svých prvních olympijských hrách reprezentováno v atletice dvěma běžci na 100 m, a to sprinterem Kakianako Narikim a sprinterkou Kaitinano Mwemweatou. Oba se o své účasti na hrách dozvěděli pouze několik týdnů před zahájením her, neboť původně vybraní sportovci svou účast odvolali. Jeden si zlomil nohu a druhý se odmítl zúčastnit kvůli svému strachu z létání. A tak náhradníci museli v předstihu odjet do Austrálie, aby se zde naučili používat startovní bloky.
Kakianako Nairiki se účastnil svých prvních a zároveň jediných olympijských her a startoval v závodu na 100 m. Po špatném startu jednoho ze sprinterů se obával vlastní chyby a diskvalifikace. Nakonec zaběhl čas 11,62 sekundy a skončil ve svém rozběhu na 7. místě. Porazil tak pouze diskvalifikovaného reprezentanta Trinidadu a Tobaga Marca Burnse.
Také pro Kaitinano Mwemweatu to byla první a poslední účast na olympijských hrách a startovala v ženském závodě na 100 m. Zaběhla čas 13,07 sekundy, čímž si vylepšila svůj osobní rekord. Tento výkon však v rozběhu stačil pouze na 7. místo a do dalšího kola nepostoupila.
| Sportovec           | Disciplína   | Rozběh | Rozběh | Čtvrtfinále  | Čtvrtfinále  | Semifinále   | Semifinále   | Finále       | Finále       |
| Sportovec           | Disciplína   | Čas    | Pořadí | Čas          | Pořadí       | Čas          | Pořadí       | Čas          | Pořadí       |
| ------------------- | ------------ | ------ | ------ | ------------ | ------------ | ------------ | ------------ | ------------ | ------------ |
| Kakianako Nariki    | 100 m – muži | 11,62  | 7.     | nepostoupil  | nepostoupil  | nepostoupil  | nepostoupil  | nepostoupil  | nepostoupil  |
| Sportovkyně         | Disciplína   | Rozběh | Rozběh | Čtvrtfinále  | Čtvrtfinále  | Semifinále   | Semifinále   | Finále       | Finále       |
| Sportovkyně         | Disciplína   | Čas    | Pořadí | Čas          | Pořadí       | Čas          | Pořadí       | Čas          | Pořadí       |
| Kaitinano Mwemweata | 100 m – ženy | 13,07  | 7.     | nepostoupila | nepostoupila | nepostoupila | nepostoupila | nepostoupila | nepostoupila |

### Vzpírání
Ve vzpírání zemi reprezentoval vítěz Mistrovství Oceánie ve váhové kategorii mužů do 85 kg Meamea Thomas. Ovšem ani zisk zlaté medaile z tohoto mistrovství mu start na olympijských hrách nezaručil a kvalifikoval se až díky divoké kartě.
I na olympijských hrách startoval ve váhové kategorii do 85 kg a celkově získal 292,5 bodu. Umístil se na 13. místě z 21 startujících vzpěračů (7 jich však závod nedokončilo).
| Sportovec     | Disciplína    | Trh      | Trh    | Nadhoz   | Nadhoz | Dohromady | Pořadí |
| Sportovec     | Disciplína    | Výsledek | Pořadí | Výsledek | Pořadí | Dohromady | Pořadí |
| ------------- | ------------- | -------- | ------ | -------- | ------ | --------- | ------ |
| Meamea Thomas | Muži do 85 kg | 130      | 17.    | 162,5    | 13.    | 292,5     | 13.    |